# Vlag van Biggekerke

Vlag van Biggekerke
(onofficieel tot 1966)

De vlag van Biggekerke is nooit officieel vastgesteld als officiële gemeentelijke vlag van de Zeeuwse gemeente Biggekerke, maar werd wel als zodanig gebruikt. De beschrijving luidt: 
Blauw, met over de vlag verdeeld 3 witte vissen en 3 gele zespuntige sterren, geplaatst 2 en 1 , en 1 en 2.
De vlag is gelijk aan het gemeentewapen, maar in plaats van de kleur zwart is voor de achtergrond blauw gekozen, waarschijnlijk om het geheel niet te donker te doen overkomen.
Tot 1 juli 1966 vormde Biggekerke een zelfstandige gemeente, toen ging het dorp op in de nieuwe gemeente Valkenisse en kwam de gemeentevlag te vervallen. Op 1 januari 1997 werd de gemeente Valkenisse opgeheven, sindsdien maakt Biggekerke deel uit van de gemeente Veere.

## Verwante afbeelding

Het wapen van Biggekerke

Aardenburg 
· Arnemuiden 
· Axel 
· Baarland 
· Biervliet 
· Biggekerke 
· Borssele 
· Breskens 
· Brouwershaven 
· Bruinisse 
· Burgh 
· Domburg 
· Dreischor 
· Driewegen 
· Duiveland 
· Ellewoutsdijk 
· 's-Gravenpolder 
· Groede 
· Haamstede 
· 's-Heer Abtskerke 
· 's-Heer Arendskerke 
· Hoedekenskerke 
· Hontenisse 
· IJzendijke 
· Kloetinge 
· Kortgene 
· Koudekerke 
· Krabbendijke 
· Kruiningen 
· Mariekerke 
· Meliskerke 
· Middenschouwen 
· Nieuw- en Sint Joosland 
· Nisse 
· Noordgouwe 
· Oostburg 
· Oostkapelle 
· Oud-Vossemeer 
· Oudelande 
· Ovezande 
· Poortvliet 
· Retranchement 
· Rilland-Bath 
· Ritthem 
· Sas van Gent 
· Scherpenisse 
· Schoondijke 
· Sint-Annaland 
· Sint Jansteen 
· Sint-Maartensdijk 
· Sint Philipsland 
· Sluis 
· Sluis-Aardenburg 
· Stavenisse 
· Valkenisse 
· Vogelwaarde 
· Waarde 
· Waterlandkerkje 
· Wemeldinge 
· Westdorpe 
· Westerschouwen 
· Westkapelle 
· Wissenkerke 
· Wolphaartsdijk 
· Zaamslag 
· Zierikzee 
· Zuiddorpe 
· Zuidzande